# Carex transandina
Carex transandina är en halvgräsart som beskrevs av Gerald A. Wheeler. Carex transandina ingår i släktet starrar, och familjen halvgräs. Inga underarter finns listade i Catalogue of Life.